# Medeni mjesec (1983.)
Medeni mjesec je hrvatski dugometražni film iz 1983. godine.